# Rod Schejtman
Maestro Rod Schejtman es un compositor sinfónico, pianista, ingeniero y educador argentino-estadounidense. Es fundador de The Piano Encyclopedia, reconocido por desarrollar una metodología para enseñar improvisación, composición y entrenamiento auditivo, así como por integrar formas sinfónicas clásicas con el lenguaje cinematográfico.

## Carrera
En 2005, el Maestro Schejtman fundó The Piano Encyclopedia, estableciendo una plataforma digital global para la educación pianística e introduciendo The Logic Behind Music, un sistema diseñado para desmontar el mito del talento innato y permitir a cualquier estudiante improvisar, componer y tocar de oído mediante el análisis lógico de la música en lugar de la memorización. Su metodología ha llegado a más de 250.000 estudiantes en 75 países.
En 2023, tras un proceso de selección de dos años que involucró a 32 países y más de 60 instituciones —incluyendo Steinway & Sons, Bechstein y la Filarmónica de Nueva York— Schejtman fue coronado con el título de laureado global en el WorldVision Composers Contest de Viena. Este evento es ampliamente conocido como el “Mundial de la Música Clásica”.
Durante la competencia, compuso tres obras sinfónicas a gran escala y su pieza Luce Nell’Oscurità fue transmitida a nivel nacional en Argentina por Radio Nacional tras la ceremonia de Viena. El evento y su premio recibieron cobertura en los principales medios.
El Maestro Schejtman ha actuado internacionalmente, incluyendo el Festival Musilosophy en Roma y la Plaça Catalunya en Barcelona. Sus obras han sido presentadas en Radio FM 104.5 y Antena 3 TV, y en conciertos para audiencias diplomáticas.
En 2024, el Maestro Rod Schejtman fue elegido por Lalo Schifrin—compositor del tema de Mission: Impossible, seis veces ganador del Grammy y Oscar Honorífico—para coescribir Viva la Libertad (Long Live Freedom), una sinfonía completa dedicada a Argentina.
El estreno tuvo lugar en Buenos Aires, interpretado por la Orquesta Sinfónica Nacional bajo la dirección de Emmanuel Siffert.
La obra coescrita por Schejtman-Schifrin fue transmitida a nivel nacional por la Televisión Pública y Radio Nacional.
Viva la Libertad fue posteriormente declarada Obra de Interés Cultural por el Gobierno de la República Argentina.
La obra y su mensaje han recibido amplia cobertura nacional e internacional. La gira mundial de Viva la Libertad (Long Live Freedom) incluye presentaciones en Los Ángeles, París y otras capitales, y los programas también incluyen las obras premiadas de Schejtman en Viena.
En 2025, el Maestro Rod Schejtman fue nombrado Miembro Correspondiente de la Sociedad Bach, convirtiéndose en el primer argentino en recibir esta distinción, en más de un siglo, desde la fundación de la sociedad en 1917. La designación, basada en la votación unánime del directorio, reconoce “sus destacadas cualidades como músico, pianista y compositor”, y reconociéndolo como “una figura clave del mundo docto contemporáneo en América”.

## Premios
- WorldVision Composers Contest – Laureado Global / Campeón Mundial (Viena, 2023)[4][6]
- Obra de Interés Cultural, Gobierno de la República Argentina (2025)[16][17]
- Miembro Correspondiente, Bach Society (2025)[15]

## Referencias
1. 1 2 3   The Piano Encyclopedia, su pianoencyclopedia.com.
2. 1 2   Lalo Schifrin y Rod Schejtman: Sinfonía argentina partidaria, su clarin.com.
3. ↑   Can We Learn Anything Online? Yes, Even How To Play The Piano!, su forbes.com.
4. 1 2 3   Composer Rod Schejtman takes Argentina to finals of World Cup of Classical Music, su batimes.com.ar.
5. ↑   El argentino Rod Schejtman es finalista de un certamen internacional, su noticias.perfil.com.
6. 1 2 3 4 5   Rod Schejtman se coronó campeón del Mundial de la Música Clásica y presentó su obra en Radio Nacional, su perfil.com.
7. ↑   Argentine composer named world-class, su batimes.com.ar.
8. ↑   Orquesta Sinfónica Nacional: Viva la Libertad de Lalo Schifrin y Rod Schejtman, su musicaclasica.com.ar.
9. ↑   Llega el estreno mundial de la fusión de dos mundos: Lalo Schifrin y Rod Schejtman, música para quienes jamás se rinden, su diarioahora.com.ar.
10. ↑   La Orquesta Sinfónica Nacional estrena Viva la Libertad de Lalo Schifrin y Rod Schejtman, su escribiendocine.com.
11. ↑   Estreno mundial de la Sinfonía Viva la Libertad de Lalo Schifrin y Rod Schejtman, su laciudadavellaneda.com.ar.
12. 1 2   Estreno de la Sinfonía Viva la Libertad de Lalo Schifrin & Rod Schejtman, su bybattaglia.com.
13. ↑   Lalo Schifrin Biography, su imdb.com.
14. ↑   Misión posible: Se realizó en Buenos Aires el estreno mundial de una sinfonía de Lalo Schifrin, su lanacion.com.ar.
15. 1 2 3   Sinfonía Viva la Libertad: Entrevista abierta a Rod Schejtman, su palaciolibertad.gob.ar.
16. 1 2 3 4   Viva la Libertad – Ministerio de Cultura, su cultura.gob.ar.
17. 1 2   Esperanza y nostalgia con sinfonías mileístas, su infobae.com.
18. 1 2   Viva la Libertad: la última obra de Lalo Schifrin en coautoria con Rod Schejtman se estrena, su argentina.gob.ar.
19. ↑   Lalo Schifrin y Rod Schejtman se unen para crear una sinfonía inspirada en la historia argentina, su perfil.com.
20. ↑   Entrevista a Rod Schejtman sobre Viva la Libertad: una sinfonía para Argentina, su benditospoiler.com.
21. ↑   Vibrante homenaje a los valores de la libertad, su nuevarioja.com.ar.
22. ↑   Viva la Libertad, la obra sinfónica que se estrenó en el Palacio Libertad, su eldia.com.
23. ↑   Una sinfonía para argentinos que no se rinden, su laprensa.com.ar.
24. ↑   Radio Nacional Clásica rindió homenaje a la Sinfonía Viva la Libertad de Lalo Schifrin y Rod Schejtman, su perfil.com.
25. ↑   Lalo Schifrin: "La música bien hecha es un acto de magia", su perfil.com.

## Enlaces externos
- Sitio web oficial (español)
- The Piano Encyclopedia
- Sitio oficial Schifrin-Schejtman

Template:Control de autoridades
Categoría:Compositores de Argentina